# Arkeologiska museet i Zagreb

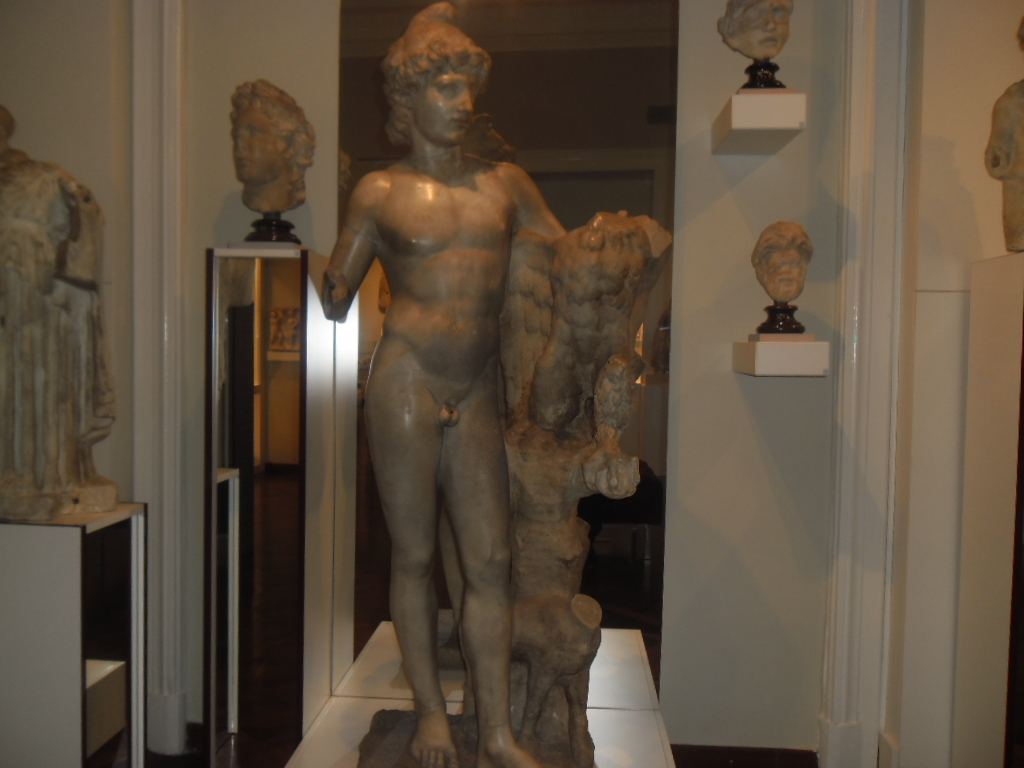
Arkeologiska museet.

Arkeologiska museet i Zagreb (kroatiska: Arheološki muzej u Zagrebu) är ett museum i Zagreb, Kroatien. På museet visas omkring 450 000 arkeologiska föremål, främst från Kroatien men även från andra håll. Museet är inrymt i Vranyczany-Hafner-palatset vid Zrinjevac i stadsdelen Nedre staden.

## Historia
Arkeologiska museet i Zagreb har sina rötter i det tidigare Nationalmuseet som grundades 1836 och då utgjorde Zagrebs främsta museiinstitution. Det forna Nationalmuseet genomgick flera omorganisationer och separerades slutligen i två delar; en naturhistorisk och en arkeologisk avdelning. Den arkeologiska avdelningen blev 1878 en fristående institution inom Nationalmuseet. 1939 upplöstes Nationalmuseet och flera fristående museer skapades. Den tidigare arkeologiska avdelningen blev nu det Arkeologiska museet. Under flera år inhystes museets föremål på olika adresser men 1945 fick det sin nuvarande plats, Vranyczany-Hafner-palatset vid Zrinjevac.  

## Samlingarna
Arkeologiska museet i Zagreb har fem permanenta avdelningar; 
- Den förhistoriska samlingen spänner över perioden från yngre stenålder till sen järnålder. Samlingen har omkring 78 000 föremål och återfinns bland annat Vučedolduvan[2].
- Den egyptiska samlingen har omkring 2 100 föremål. Här återfinns bland annat Zagrebmumien.
- Den grekiska och romerska samlingen har omkring 40 000 föremål från antiken, bland annat en skulptur av Plautinnas huvud som funnits vid utgrävningarna vid Salona.
- Den medeltida samlingen består av omkring 5 500 föremål från medeltiden[2].
- Den numismatiska samlingen består av omkring 270 000 mynt, sedlar, medaljer och medaljonger[2].